# 楼緩
楼 緩（ろう かん、生没年不詳）は、中国戦国時代の縦横家・政治家。『戦国策』には彼にまつわる10篇ほどの話がある。

## 経歴
趙の武霊王の命を受け秦に出使した。昭襄王7年（紀元前300年）、樗里疾が亡くなると秦の昭襄王はその翌年に秦と斉で同盟を結び、孟嘗君を相邦に任じるために招いた。しかし昭襄王9年（紀元前298年）に孟嘗君は相邦を辞し、函谷関を抜け斉に逃亡した（鶏鳴狗盗）。
昭襄王は次の相邦に楼緩を任命したが、それを己の国に不利になると案じた趙王の意を受けた仇液と言う者が楼緩を罷免し魏冄を相邦に任じる事を進言したため昭襄王12年（紀元前295年）、昭襄王は楼緩を罷免し叔父である魏冄を相邦に任命した。
昭襄王47年（紀元前260年）、趙は長平の戦いにて敗れた後、首都の邯鄲を王陵率いる秦軍に包囲されることとなるが戦国策と史記ではこの際、孝成王の前に楼緩が現れ秦に六つの城を割譲し、講和することを勧めたが虞卿と平原君に阻止され趙から逃亡したとある。